# عبد الله محمد منصور
عبدالله محمد منصور مواليد (1956-) في بلدة هراوة الساحلية ، وهو شاعر غنائى ليبي، ومدير سايق لجهاز الأمن الداخلي في عهد معمر القذافي ، قدم الكثير من الأعمال الغنائية والشعبية من التراث الليبي، والتي تغنى من كلماتة عدة من مطربين أمثال محمد حسن و ناصف محمود و ذكرى محمد ونجوى محمد و لطيفة العرفاوى وغادة رجب و نوال غشام .

## مسيرته
ولد الشاعر عبدالله محمد منصور السليماني في منطقة بلدة هراوة الساحلية شرقي سرت في العام 1956 ، وتلقى دراسته الإبتدائية في مسقط رأسه وبعد الثانوية إلتحق بالكلية العسكرية وبعد تخرجه تلقى دورات تكوينية في روسيا ونجح فيها بإمتياز حيث تخرج الأول على دفعته ، وكانت باكورة إنتاجه الشعري قصيدة « على ريح الهوى والشوق » من ألحان الفنان ناصف محمود ،و« قالوا عليك عيون جذابات » للفنان عزالدين محمد ، وقد تولى وظائف عدة في ليبيا ومنها إدارة الإذاعة الهيئة العامة للإذاعة والتلفزيون حيث فتح المجال أمام المبدعين وقدم تشجيعات مهمة للفنانين من كافة أرجاء ليبيا ، وقدم عددا من الملاحم الفنية مع الفنان محمد حسن وهي « النجع » و« الواحة » و« السيرة الهلالية » وغني من كلماته عشرات الفنانين الليبيين والعرب مثل محمد حسن وناصف محمود ومحمد الصادق وحسن مناع وأيمن الأعتر وخليفة الزليطني وذكرى نوال غشام ولطيفة التونسية وسميرة سعيد ومصطفى البتير وأسماء لمنور وغيرهم ، كما إستحدث مهرجانات فنية ممثل مهرجان المالوف ومهرجان الأغنية الليبية وخصص لها جوائز قيمة ، ودفع بالفنانين الليبيين للمشاركة في عدد من المهرجانات العربية والدولية.

## إعتقاله ومحاكمته
عقب الحرب الأهلية الليبية سنة 2011، أختار الشاعر عبدالله منصور الإقامة في النيجر في ضيافة أبناء عمومته من قبيلة أولاد سليمان المنتشر افرادها بين ليييا وتشاد والنيجر و ذلك بعد ملاحقته من قبل السلطات الجديدة في بلده، إلا أن الحكومة اللييية ضغطت على نيامي لتسلمه، وفى 14 فبراير 2014 أعلن رئيس وزراء الليبي على زيدان عن تسليمه إلى طرابلس، و تأتى عملية تسليمه ضمن سلسلة لجلب رجالات النظام الجماهيرى حيث تم تسليم د. البغدادي المحمودي أخر رئيس وزراء في النظام الجماهيري في يونيو 2012 من تونس وعبد الله السنوسي رئيس المخابرات العسكرية السابق من نواكشوط في سبتمبر من نفس العام، و على مارية سفير ليبيا السابق في مصر من القاهرة في مارس 2013.
فور وصوله إلى مطار معيتقة تم سجنه بسجن الهضبة بطرابلس و التى تشرف عليه الجماعة الليبية المقاتلة، تم توجيه له عدة تهم تتعلق بقمع مظاهرات سنة 2011، واستقدام مرتزقة أجانب للقتال في صفوف الجيش الليبي، والمشاركة في فض تمرد السجناء داخل سجن أبوسليم سنة 1996م و التى تعرف إعلاميا بمجزرة أبوسليم، في ديسمبر من العام 2019 قضت الدائرة التاسعة بمحكمة استئناف طرابلس ببراءته من المشاركة في إنهاء تمرد المساجين بسجن أبوسليم سنة 1996، وفي فبراير 2020 برأته الدائرة الجنائية بمحكمة استئناف طرابلس من كل التهم التي نسبت له، إلا أن الإفراج عنه تأخر لمدة 3 سنوات وفى 19 فبراير 2023 تم تنفيذ حكم الإفراج بشرط أن يقيم في المنفى فأختار الشاعر عبدالله منصور النيجر مجدداً.